# Glaphyromorphus mjobergi
Espèce
Synonymes
- Lygosoma mjobergi Lönnberg & Andersson, 1915
- Lygosoma darlingtoni Loveridge, 1933

Glaphyromorphus mjobergi est une espèce de sauriens de la famille des Scincidae.

## Répartition
Cette espèce est endémique du plateau d'Atherton au Queensland en Australie.

## Étymologie
Cette espèce est nommée en l'honneur d'Eric Georg Mjöberg (1882-1938).

## Publication originale
- Lönnberg & Andersson, 1915 : Results of Dr. E. Mjöbergs Swedish Scientific Expeditions to Australia 1910-13. 7. Reptiles collected in northern Queensland. Kongliga Svenska Vetenskaps Akademiens Handlingar, Stockholm, vol. 52, p. 1-7 (texte intégral).